# Ostchinesischer Raumfahrthafen
Der Ostchinesische Raumfahrthafen (chinesisch 中國東方航天港 / 中国东方航天港, Pinyin Zhōngguó Dōngfāng Hángtiāngǎng) ist ein Industriegebiet im Straßenviertel Fengcheng von Haiyang, bezirksfreie Stadt Yantai, an der Südküste der chinesischen Provinz Shandong.
Dort findet durch verschiedene Firmen die Fertigung von Komponenten sowie die Endmontage von kleineren Raketen statt, außerdem fahren von dort Schiffe für Seestarts hinaus auf das Chinesische Meer.
Durch die geografischen Gegebenheiten sind Starts von Positionen zwischen 35° nördlicher Breite und dem Äquator mit einer Bahnneigung zwischen 0° und 41,5° (für Versorgungsflüge zur Chinesischen Raumstation) möglich, sowie von Positionen bis 37° nördlicher Breite auch sonnensynchrone Umlaufbahnen.

## Geschichte
Die für den Start von einer schwimmenden Plattform gedachte Festtreibstoff-Trägerrakte Changzheng 11H (von chin. 海射型, Hǎishè Xíng „Seestart“) hatte ihren ersten Einsatz am 5. Juni 2019 vom Gelben Meer aus. Sie war damals im Frachthafen von Haiyang auf den Seeleichter Tairui verladen worden. Gut einen Monat später, am 16. Juli 2019, unterzeichnete die Regierung der Stadt Yantai unter Schirmherrschaft der Provinzregierung von Shandong und der Nationalen Behörde für Wissenschaft, Technik und Industrie in der Landesverteidigung ein strategisches Rahmenabkommen mit der Chinesischen Akademie für Trägerraketentechnologie, der Herstellerfirma der CZ-11H, sowie der China International Marine Containers AG über den Bau eines Entwicklungs- und Produktionszentrums für vom Meer startende Raketen in Haiyang.
Haiyang hat den Vorteil hat, relativ nahe bei Peking zu liegen, was den Transport der am Stammsitz der Firma hergestellten CZ-11H einfach und kostengünstig gestaltet. Außerdem gibt es in Haiyang zwischen dem Ankergebiet auf dem Meer und dem eigentlichen Hafen eine für Frachter der 10.000-Tonnen-Klasse geeignete Fahrrinne, die von schwimmenden Startplattformen genutzt werden kann. Dazu kommt noch, dass in der Gegend bereits mehrere große, auf die Herstellung von Schiffsausrüstung spezialisierte Unternehmen tätig sind. Die insgesamt 18,6 km² große, „Ostchinesischer Raumfahrthafen“ genannte Einrichtung sollte aus dem eigentlichen Heimathafen für die Startplattformen und die sie unterstützenden Schiffe sowie 5 km nördlich davon einem Entwicklungs- und Produktionszentrum für Raketen, einem Entwicklungs- und Produktionszentrum für Satellitennutzlasten, einem Entwicklungs- und Produktionszentrum für schwimmende Startplattformen und einem Zentrum für die Entwicklung von Anwendungsmöglichkeiten für die von den Satelliten gelieferten Daten bestehen.
Die geplante Gesamtinvestition betrug zu diesem Zeitpunkt 23 Milliarden Yuan.
Im Laufe des Jahres 2020 wurde die Geländeplanung etwas geändert:
- Hafen für technische Dienstleistungen bei Seestarts (海上发射技术服务港, der derzeitige Frachthafen von Haiyang)
- Produktionspark für Raumfahrtindustrie (航天产业制造园区, nördlich der Haifang-Straße)
- Zusatzpark für Raumfahrtindustrie (航天产业配套园区, westlich der Staatsstraße S210)
- Park für Raumfahrtanwendungen und Tourismus (航天应用文旅园区, am Meeresufer östlich des Hafens)[8]

Die Finanzierung der Infrastruktur erfolgt durch die Yantai Guofeng Investment Holdings Group (烟台国丰投资控股集团有限公司), eine Wirtschaftsförderungsgesellschaft der Stadt Yantai, die zu diesem Zweck gemeinsam mit der Maritimen Entwicklungs- und Dienstleistungsgesellschaft von Haiyang (海阳市海发水务集团有限公司) die Industriepark-Entwicklungsgesellschaft Ostchinesischer Raumfahrthafen, Haiyang (东方航天港（海阳）产业园开发有限公司) mit einem Stammkapital von 1,5 Milliarden Yuan gründete. Am 28. April 2021 wurde die Gesellschaft in „Entwicklungsgesellschaft Ostchinesischer Raumfahrthafen, Shandong“ (东方航天港（山东）发展集团有限公司) umbenannt.

## Firmen

### Chinesische Akademie für Trägerraketentechnologie
In dem neuen Industriegebiet siedelte sich, auf der Basis des Rahmenabkommens vom 16. Juli 2019, zunächst die Chinesische Akademie für Trägerraketentechnologie an. Beim ersten Seestart vom Ostchinesischen Raumfahrthafen am 15. September 2020 wurde die Rakete – eine Changzheng 11H – wie im Juni 2019, noch komplett mit den bereits darauf montierten Satelliten von Peking nach Haiyang gebracht.
Im Laufe des Jahres wurde auf der Westseite des Produktionsparks jedoch eine Endmontagehalle fertiggestellt, wo die Raketen zusammengebaut, ihre Systeme getestet und die Satelliten montiert werden können.
Dies war der erste Bauabschnitt der sogenannten „Basis für Endmontage und Überprüfung von Feststoffträgerraketen“ (固体运载火箭总装测试基地). Der Transport einzelner Komponenten (Triebwerke, Außenhülle, Elektrik) gestaltet sich einfacher als der einer ganzen Rakete, wodurch sich die Bauzeit verkürzt und die Rentabilität des einzelnen Starts steigt.
Die Montage einer Rakete, ohne die Satellitenintegration, dauert in Haiyang etwa 35 Tage, pro Jahr können dort 10 Raketen der Serie Changzheng 11 hergestellt werden.
Die erste im Ostchinesischen Raumfahrthafen montierte Rakete war keine Seestart-Variante, sondern eine traditionelle Version der Changzheng 11, die am 9. Dezember 2020 vom Kosmodrom Xichang aus zwei Forschungssatelliten ins All trug. Der Transport nach Sichuan erfolgte zum größten Teil mit der Bahn. Die Endmontagebasis besitzt jedoch keinen Gleisanschluss, daher war zunächst ein Schwertransport auf der Straße in das 50 km entfernte Laiyang nötig.
Mit Unterstützung der Stadtverwaltung von Yantai funktionierte dies reibungslos, und man plant nun, in Haiyang regelmäßig auch Raketen für den Start von Inlandskosmodromen zu montieren. Mittelfristig soll die Produktionskapazität auf 20 Raketen pro Jahr ausgebaut werden.

### Chinarocket
Die Chinarocket GmbH ist eine Tochtergesellschaft der Chinesischen Akademie für Trägerraketentechnologie, die für die Firma deren vierstufige Feststoffraketen Jielong-1 und Jielong-3 für kommerzielle Satellitenstarts vermarktet. Am 22. April 2020 schloss Chinarocket zunächst ein strategisches Kooperationsabkommen mit der Behörde für Industrie und Informationstechnik der bezirksfreien Stadt Yantai (烟台市工业和信息化局) sowie mit der Yantai unterstehenden Stadtregierung von Haiyang.
Am 2. Dezember 2020 unterzeichnete Chinarocket dann mit der Stadt Haiyang einen bindenden Vertrag über den weiteren Ausbau der Basis für Endmontage und Überprüfung von Feststoffträgerraketen, die nun aus einem Süd-, Mittel- und Nordgebiet bestehen sollte. Das Südgebiet mit einer Fläche von 13 ha umfasste zu diesem Zeitpunkt bereits neun Gebäude, darunter die Endmontagehalle für die Changzheng 11 und ein Bürogebäude. Auf dem Mittelgebiet mit 57 ha sollten zwei große Hallen für Endmontage und Tests der Jielong-Raketen mit den darauf montierten Satelliten gebaut werden, womit die jährliche Produktionskapazität für Raketen dieser Serie 20 Stück betragen würde. Das 93 ha große Nordgebiet war für spätere Erweiterungen vorgesehen.
Die erste der beiden Montage- und Prüfhallen im Mittelgebiet bestand im März 2022 die Bauabnahme, am 9. Dezember 2022 fand der erste Start einer dort montierten Jielong-3 statt. In der Halle werden in Serie gefertigte Raketenstufen auf Vorrat gelagert. Wenn ein Auftrag erteilt ist, dauert es eine Woche, die Stufen zusammenzufügen, die Satelliten zu montieren, die Nutzlastverkleidung anzusetzen und alles noch einmal zu testen. Die Strecke von der Halle zum Hafen beträgt 6 km, der Transport mit einem Tieflader zum Startschiff dauert zwei Stunden.
Für den Betrieb der Basis gründete Chinarocket am 22. April 2021, dem ersten Jahrestag des Kooperationsabkommens, die Chinarocket Shandong GmbH (山东长征火箭有限公司) mit Sitz in Haiyang. Das zu 100 % von der Chinarocket aufgebrachte Stammkapital der Firma betrug 100 Millionen Yuan (von der Kaufkraft her etwa 100 Millionen Euro), amtierender Vorstand und Geschäftsführer in Personalunion wurde Li Shaoning (李少宁), bis dahin stellvertretender Chefkonstrukteur bei der Chinarocket GmbH.
Die Chinarocket Shandong hatte zunächst 19 sozialversicherungspflichtige Angestellte.

### R.Space
Die R.Space Raumfahrttechnik GmbH (北京九天行歌航天科技有限公司) mit Sitz im Pekinger Stadtbezirk Shunyi ist ein Hersteller von Komponenten für Raketen mit Flüssigkeitstriebwerken, vor allem Treibstofftanks, sowohl für Raumtemperatur-Treibstoffe wie Hydrazin oder Kerosin als auch für kryogene Treibstoffe wie Flüssigsauerstoff oder Methan. Ein weiteres Geschäftsfeld der am 22. August 2019 von einer Tianjiner Kooperative mit einem Stammkapital von 13,43 Millionen Yuan gegründeten Firma sind Raketenkörper und Prüfstand-Tests (nicht jedoch Entwicklung und Herstellung) von Triebwerken.
Im Juli 2021 beschloss die Firma, auf einem 15 ha großen Areal des Ostchinesischen Raumfahrthafens mit einer Gesamtinvestition von 800 Millionen Yuan eine Produktionsbasis für Kernkomponenten von Trägerraketen (运载火箭核心部件产业基地) zu errichten, wo Tanks für kommerzielle Flüssigkeitsraketen hergestellt und getestet werden sollen.
Am 10. Dezember 2021 fand die Grundsteinlegung für die Fabrik statt.
Am 20. Januar 2022 erklärte die Kommission für Entwicklung und Reform der Provinz Shandong (山东省发展和改革委员会) die Produktionsbasis der R.Space GmbH zu einem Schwerpunktprojekt der Provinz. Vollständig fertiggestellt sein soll die Fabrik 2026, die ersten Einrichtungen gingen jedoch bereits wenige Monate nach Baubeginn in Betrieb. So fand im Mai 2022 ein Test der Aufsprühvorrichtung für den Isolierschaum von Tanks für Raketenstufen mit dem in China verwendeten Standarddurchmesser von 3,35 m statt. Auch ein anschließender Kältetest mit flüssigem Stickstoff wurde durchgeführt.

### Galactic Energy
Die 2018 gegründete Galactic Energy Weltraumtechnologie GmbH stellte die ersten Exemplare ihrer Trägerrakete Ceres-1 (drei Stufen mit Feststofftriebwerk, eine mit Flüssigkeitstriebwerk) in Peking und auf ihrer Innovations-, Entwicklungs- und Produktionsbasis für kommerzielle Trägerraketen der neuen Generation (星河动力新一代商业运载火箭创新研发生产基地) in Jianyang bei Chengdu, Provinz Sichuan her.
Neben der Ceres-1 arbeitet Galactic Energy auch an einer rein flüssigkeitsgetriebenen Rakete namens „Pallas-1“; die Serienfertigung der Ceres-1 soll in den Ostchinesischen Raumfahrthafen verlegt werden. Am 10. Dezember 2021 fand dort die Grundsteinlegung für die Innovations-, Entwicklungs- und Produktionsbasis für kommerzielle Feststoff-Trägerraketen der neuen Generation (星河动力商业固体运载火箭创新研发制造基地) statt.
Mit ihrem für das kalte Wetter in Jiuquan und Taiyuan entwickelten Startfahrzeug, bei dem die gesamte Rakete mit der Nutzlast durch eine aufklappbare Schale geschützt ist, kann Galactic Energy die Ceres-1 auch von Schiffen starten.
Der erste Start der Variante Ceres-1H (von chin. 海射型, Hǎishè Xíng „Seestart“), bei der die Schubkraft der ersten Stufe reduziert, aber die der anderen drei erhöht ist, fand am 5. September 2023 etwas westlich des Piers 5 km vor der Küste von einem Seeleichter aus statt.
Die Startabwicklung erfolgte durch Soldaten des Kosmodroms Taiyuan.

### Rocket Pi
Die am 6. Dezember 2020 von dem Betriebswirtschaftler Cheng Wei (程巍, * 1981) mit einem Stammkapital von 10 Millionen Yuan in Taicang, Provinz Jiangsu, gegründete Rocket Pi GmbH (火箭派（太仓）航天科技有限公司 bzw. Rocket (Taicang) Aerospace Technology Co., Ltd.) schloss am 4. September 2022 einen Vertrag mit der Stadtverwaltung von Haiyang über den Bau eines kommerziellen Labors für weltraumgestützte Biowissenschaften (空间生命科学实验室) im Produktionspark für Raumfahrtindustrie. In der Einrichtung mit einer Gebäudefläche von insgesamt 11.000 m², die 2023 fertiggestellt sein soll,[veraltet] sollen Forschungen zur Herstellung von Medikamenten, Biotechnologie, Ernährungswissenschaft sowie Zucht von Pflanzensamen durch künstlich herbeigeführte Mutationen unter den Bedingungen der Schwerelosigkeit durchgeführt werden.
Die Firma besaß zu diesem Zeitpunkt bereits ein ähnliches Labor in Suzhou, eine Montage- und Testeinrichtung für Raumflugkörper in Taicang sowie zwei Forschungs- und Entwicklungszentren in Peking und Shanghai.
Die Finanzierung erfolgt überwiegend durch Investitionsfonds von Lokalregierungen in Hainan, Suzhou und Shanghai.

## Startschiff
Die ersten Starts der Changzheng 11 H fanden von angemieteten Schiffen aus statt. Am 29. Oktober 2021 begann man auf der Basis der hierbei gesammelten Erfahrungen mit dem Bau eines speziellen Startschiffs. Das Schiff, das den Namen „Raumfahrthafen des Ostens“ (东方航天港) trägt und vor Ort im Raumfahrthafen gebaut wurde, ist 162,5 m lang, 40 m breit und besitzt einen Tiefgang von 8 m. Die Wassertiefe an den beiden Anlegeplätzen für Schiffe der 10.000-Tonnen-Klasse am Hafen von Haiyang beträgt 9,5 m.
Das Schiff besitzt zwar eine Kommandobrücke am Bug, kann aber auch ohne Mannschaft fahren, selbstständig navigierend und ferngesteuert bedient. Es besitzt eine maximale Tragfähigkeit (deadweight tonnage) von 22.000 t, seine Höchstgeschwindigkeit beträgt 12,5 Knoten.
Während der Fahrt zum Startgebiet wird die Rakete in einer Halle auf Deck gelagert, wo sie und vor allem die auf ihr montierten Nutzlasten vor den wechselnden Temperaturen sowie der feuchten und salzhaltigen Luft auf See geschützt sind. Während eines Starts vom weit über das Wasser hinausragenden Heck wird das Schiff mittels dynamischer Positionierung stabil gehalten. Von dem Schiff sollen sowohl mittelgroße und große Feststoffraketen als auch kleine und mittelgroße Raketen mit Flüssigkeitstriebwerken starten, sowohl mit kryogenen Treibstoffen als auch mit Hydrazin etc. betriebene. Am 29. September 2023 wurde der Rohbau des Schiffs aus dem Schwimmdock zu Wasser gelassen.

## Kontrollzentrum
Die Startabwicklung der von Schiffen abhebenden Raketen wird derzeit noch von Soldaten des Kosmodroms Taiyuan übernommen, die mit mitgebrachten Computern in einem, während des Starts in 3 km Entfernung vom Startschiff positionierten Kommandoschiff ein temporäres „Raumflugkontrollzentrum“ einrichten, das dieselben Funktionen wie der Kontrollraum auf dem Kosmodrom erfüllt. Von dort aus werden mit Unterstützung von Personal der China Aerospace Science and Technology Corporation (CASC) die Telemetrie vor dem Start, die Zündung der Rakete sowie die erste Flugüberwachung und Steuerung durchgeführt.
Am 22. April 2021 fand jedoch auf einem 2 ha großen Gelände am Strand östlich des Hafens die Grundsteinlegung für einen eigenen Kontrollraum (东方航天港指挥大厅) statt. Das Gebäude, in dem der Kontrollraum untergebracht ist, besitzt eine Grundfläche von 4635 m².
Bau und Betrieb des Kontrollraums werden im Auftrag von CASC, der Muttergesellschaft der Akademie für Trägerraketentechnologie, von der Emposat GmbH (北京航天驭星科技有限公司) durchgeführt, einem halbstaatlichen Anbieter von TT&C-Dienstleistungen mit Sitz in Peking, der unter anderem beim Erstflug der Changzheng 11H am 5. Juni 2019 die Telemetrie und Steuerung von vier der sieben mit der Rakete gestarteten Satelliten übernommen hatte. Die Finanzierung des Projekts übernimmt die Entwicklungsgesellschaft Ostchinesischer Raumfahrthafen.